# ユートピア政治研究会
ユートピア政治研究会（ゆーとぴあせいじけんきゅうかい）は、かつて存在した日本の政策勉強会。のちに結成された新党さきがけの母体となった。

## 概要・沿革
1988年6月18日の新聞報道に端を発するリクルート事件は、当時の竹下内閣を直撃し、国民の政治家に対する不信感は高まる一方であった。国会の本会議が開かれている日の朝、自民党の国会対策委員会で1年生議員の武村正義は質問をした。
「事件の真相究明をマスコミや司法当局だけにまかせておいていいのか。自民党自らも調査にのりだし、政治とカネのあり方を総括し、真剣に具体的な対策にとりくむべきではありませんか」
この武村の発言は党内で波紋を呼ぶが、その日の夕刻、武村は鈴木恒夫から「この問題について何人か集まって議論しよう」と電話を受ける。翌日には鳩山由紀夫と三原朝彦が武村の部屋を訪ね、「昨日の発言は勇気のある発言だった。自民党がリクルート事件の全容解明にとりくまなければ、われわれ若手が中心になって調査していこう」と賛同の意を表した。
同年9月2日、座長格に武村正義を据え、1986年の初当選組の若手議員によって政策勉強会「ユートピア政治研究会」が結成された。結成時のメンバーは武村のほか、三原朝彦、鳩山由紀夫、杉浦正建、渡海紀三朗、鈴木恒夫、小川元、石破茂、井出正一、金子一義の10名。のちにメンバーは計17名となった（そのうち宮澤弘を除く16名はすべて1年生議員）。研究会の最大のテーマは「政治と金」であり、「どうすれば汚職のない政治が実現できるか」であった。

## 政治改革への提言（1988年12月16日）
ユートピア政治研究会は9回にわたって学者や官僚、後藤田正晴・党選挙制度調査会長らを講師に勉強会を開き、同年12月16日、中間報告の形で「政治改革への提言」としてまとめ、安倍晋太郎幹事長ら党3役に伝えた。内容は以下のとおり。
公職選挙法について
（1）現行の衆議院中選挙区制の長所と短所を精査し、比例代表制を加味した小選挙区制の導入を研究する
（2）衆議院の定数是正を1986年の国会決議に沿って早急に行う
（3）文書配布、戸別訪問などは規正を緩和し、テレビ放送など選挙の公営化を進める
日常の議員活動、政治資金などについて
（1）議員活動を保障するため、事務所維持費、秘書の人件費、交通費など党派にかかわらず必要な基礎活動費は国が負担する
（2）政治資金集めのパーティーは政治団体による開催に限り、収支を公開する
（3）すべての国会議員、知事、市町村長について個人資産の公開を制度化する

## ユートピア政治研究会議員一覧
1988年9月2日結成時のメンバー
武村正義、三原朝彦、鳩山由紀夫、杉浦正建、渡海紀三朗、鈴木恒夫、小川元、石破茂、井出正一、金子一義
その後加入したメンバー
逢沢一郎、久世公堯、鴻池祥肇、佐藤敬夫、宮澤弘、北村直人、前田武志